# Ahmet Şahbaz
Ahmet Şahbaz (* 12. März 1991 in Andırın) ist ein türkischer Fußballspieler.

## Karriere
Şahbaz durchlief die Jugendabteilungen von Kahramanmaraş Belediyespor und Kahramanmaraşspor, ehe er im Winter 2009 bei Letzterem mit einem Profivertrag ausgestattet in den Kader der 1. Männer aufgenommen wurde. In seiner ersten Saison absolvierte er bis zum Saisonende zwei Ligaspiele und stieg mit seiner Mannschaft von der TFF 2. Lig in die TFF 3. Lig ab. 2011 wechselte er zu Beylerbeyi SK. Nachdem er die Spielzeit 2012/13 bei Arsinspor verbracht hatte, heuerte er für die neue Saison bei Silivrispor an.
Im Frühjahr 2014 wechselte er zum Erstligisten Sivasspor.
In der Wintertransferperiode 2014/15 wechselte er zum Zweitligisten Alanyaspor. Nach einem Jahr für diesen Verein wechselte er im Januar 2016 zum Drittligisten Tokatspor.